# Дамали Ајо
Дамали Ајо (енгл. damali ayo; 26. фебруар 1972) је америчка уметница која се бави перформансом, писањем, предавањем и различитим мултимедијалним уметничким радовима. С обзиром да је она афроамеричка уметница, већина њених радова је сконцентрисана на тему расе и људских права. Држала је предавања широм Америке, јер сматра да уметност мора да изађе из галерија како би заиста нешто и променила. Ајо је аутор две књиге: „Како изнајмити црнца“ (енгл. How to Rent a Negro} (2005) и „Обамистан! Земља без расизма: Ваш водич ка Новој Америци“ (енгл. Obamistan! Land Without Racism: Your Guide to the New America} (2010). Због принципа да се црнци у Америци лоше третирају, инсистира да се њено име пише малим почетним словима. 